# Transzendentalien
In der mittelalterlichen Scholastik sind Transzendentalien (lat.: transcendentalia, von transcendere „übersteigen“) die Grundbegriffe, die allem Seienden als Modus zukommen. Wegen ihrer Allgemeinheit übersteigen sie die besonderen Seinsweisen, welche Aristoteles die Kategorien nannte (Substanz, Quantität, Qualität usw.). Die Transzendentalien liegen aber nicht jenseits der Kategorien, sondern sind in allen Kategorien jeweils enthalten.
Ontologisch betrachtet werden die Transzendentalien als das allem Seienden Gemeinsame aufgefasst, da sie von allem ausgesagt werden können. In kognitiver Hinsicht sind sie die „ersten“ Begriffe, da sie nicht auf logisch Vorausgehendes rückführbar sind.
Im Hochmittelalter seit Albertus Magnus sind die Transzendentalien der eigentliche Gegenstand der Metaphysik. Obgleich man sich über ihre Anzahl uneins war, bestand Konsens darüber, dass neben dem Grundbegriff des Seienden bzw. des Seins (ens) selbst Einheit (unum), Wahrheit (verum) und Gutheit (bonum) zu den Transzendentalien gehören. Weiterhin wurden noch das Wesen (res), die Andersheit (aliquid) und in neuerer Zeit die Schönheit (pulchrum) zu den Transzendentalien gezählt. Ansätze zur scholastischen Transzendentalienlehre finden sich bereits bei Platon und seiner höchsten Idee des Guten und bei Aristoteles, für den die Begriffe „Seiendes“ und „Eines“ austauschbar sind, da sich der Begriff des Einen auf all das anwenden lasse, worauf auch das Prädikat „seiend“ zutrifft.

## Systematische Darstellung
Die Transzendentalien drücken Seinsweisen aus, die durch das Wort „Sein“ nicht zum Vorschein kommen, ohne deswegen bloße Synonyma zu sein. Sie unterscheiden sich voneinander, je nachdem sie im Hinblick auf das Sein selbst (res, unum) oder im Hinblick auf anderes Seiendes (aliquid) bzw. den menschlichen Geist gesehen werden (verum, bonum).

### Einheit
Die Frage nach der Einheit bzw. dem Einen (unum) wurde seit Parmenides in der abendländischen Philosophie immer wieder erörtert. Für Aristoteles war „das Eine“ identisch mit dem Sein als dessen erste und grundlegendste Eigenschaft. Die Neuplatoniker betrachteten „das Eine“ als das allerletzte Prinzip von allem, das sogar dem Sein vorausliegt.
In der Scholastik wird diese aristotelische Position aufgegriffen und „das Eine“ zunächst als das in sich Ungeteilte (indivisum in se) verstanden. Dieses wird als die „innere Einheit“ eines Seienden bezeichnet; sie ist keine positive Eigenschaft des Seienden, die zum Sein hinzukäme, sondern setzt nur die Verneinung der Geteiltheit. Zu diesem Aspekt der inneren Einheit kommt in der Scholastik noch der Aspekt, dass die Einheit auch die Verschiedenheit mit beinhaltet. Diese wird als „äußere Einheit“ bezeichnet und in der Formel „divisum a quolibet alio“ ausgedrückt. Dieser Abgrenzungs-Aspekt der Einheit wird manchmal auch als eigene Transzendentalie, die „Andersheit“ (aliquid), aufgeführt.
Nach scholastischer Sicht bestimmen Maß und Art des Seins Maß und Art der Einheit; mit den Stufen des Seins sind Stufen der Einheit gegeben – „vom Anorganischen über das pflanzliche und tierische Leben zum Menschen“.
Die Frage, wie die Einheit der Seienden näher zu verstehen ist, wird in der scholastischen Tradition durch zwei unterschiedliche Konzepte beantwortet: der Wesensphilosophie und der Analogie des Seienden. Während die Wesensphilosophie davon ausgeht, dass das Einheitsprinzip im gemeinsamen Wesen der Seienden zu finden ist (z. B. dem „Menschsein“), verzichtet die Lehre von der Analogie des Seienden die Einheit an einem bestimmten Prinzip festzumachen. Für sie liegt die Einheit – und Differenz – der Seienden im Sein selbst begründet: „alle Seienden [sind] aufgrund ihres Seins miteinander eins und verschieden unter derselben ‚Rücksicht‘, wobei Sein eben keine besondere Rücksicht besagt, sondern die gesamte jeweilige Inhaltlichkeit des Seienden bedeutet.“
Das Problem des ontologischen Status der Einheit wurde in der Philosophiegeschichte in einem anderen Kontext als der so genannte Universalienstreit bekannt. In dieser Diskussion geht es um die Natur der in der Sprache gesetzten Einheit. Während für den extremen Nominalismus das Allgemeine bloß ein Name, ein „Worthauch“ (flatus vocis) ist, existieren für den Konzeptualisten die Allgemeinbegriffe zumindest im Verstand. Für den Realisten dagegen existieren diese Begriffe auch in der Wirklichkeit, innerhalb oder, in der „ultrarealisten“ Variante, auch außerhalb der Einzeldinge.

### Wahrheit
Unter der Wahrheit (verum) eines Seienden wird im scholastischen Denken seine grundsätzliche Erkennbarkeit durch den (menschlichen) Geist verstanden. Sie ist der ermöglichende Grund dafür, dass wir Erkenntnis überhaupt haben können. Auch die Wahrheit ist im Maße der Teilhabe eines Seienden am Sein in mehr oder weniger großem Maße vorhanden. Größere „Seinsmächtigkeit“ bedeutet auch größere Geistigkeit bzw. Erkennbarkeit. Siehe auch: Intelligibel.
Den Hintergrund dieses Verständnisses stellt die scholastische Adäquationstheorie der Wahrheit dar, nach der Wahrheit grundsätzlich als Übereinstimmung zwischen Denken und Sein zu verstehen ist (adaequatio intellectus ad rem). Dabei wird zwischen drei Aspekten von Wahrheit unterschieden: der logischen, der ontischen und der ontologischen Wahrheit. Die logische Wahrheit bezieht sich auf die Übereinstimmung der in einer Aussage formulierten Erkenntnis mit der Wirklichkeit (adaequatio intellectus ad rem), während umgekehrt die Übereinstimmung der Wirklichkeit mit der Erkenntnis (adaequatio rei ad intellectum) „ontische Wahrheit“ genannt wird. Die ontologische Wahrheit drückt die grundsätzliche Identität des „Seins der Sache“ mit dem Erkennen aus (identitas inter esse et intellectionem).
Die ontische Wahrheit ist dabei identisch mit der Transzendentalie „Wahrheit“. Sie wird zunächst als bloße Möglichkeit des Erkanntwerdens aufgefasst. Durch den Erkenntnisvollzug wird die ontische Wahrheit zur logischen Wahrheit aktuiert und damit „das Seiende selbst in seiner Möglichkeit geistig verwirklicht“. Umgekehrt wird aber auch der Verstand, der sich nur potentiell auf jedes Seiende bezieht, erst durch die konkrete Erkenntnis eines Seienden verwirklicht.

### Gutheit
Der Bedeutung von Gutheit (bonum, bonitas) kommt im Deutschen das Wort „Wert“ am nächsten. Es soll ausgedrückt werden, dass jedes Seiende grundsätzlich erstrebbar ist, also eine Beziehung zum Geist als Willen aufweist. Bereits Aristoteles hatte in seiner Nikomachischen Ethik darauf hingewiesen, dass das Gute das ist, wonach alles strebt. Von der Scholastik wird dieser Ansatz aufgegriffen und das Streben und das Gute aufeinander bezogen: das Gute ist das Ziel des Strebens, das, worauf sich das Streben richtet, ist gut. Dabei wird jedes Seiende als etwas betrachtet, das durch seinen Eigenwert dem Streben ein mögliches Ziel bietet. Nicht jedes Seiende ist für jedes andere von Wert, sondern nur, wenn es der Natur des Strebenden entspricht – ihr „konveniert“ (bonum conveniens), d. h. seiner wesensgemäßen Selbstentfaltung förderlich ist. So sind nicht alle Dinge als Nahrung für jedes Lebewesen in gleicher Weise „gut“, d. h. dem Leben förderlich. Die Norm dafür, was für ein anderes Seiendes etwas „Gutes“, einen Wert darstellt, liegt im begrenzten Wesen dessen, der dieses Gut erstrebt.
Hinsichtlich des Strebens unterscheidet die Scholastik zwischen einem bleibenden latenten „Naturstreben“ (appetitus naturalis) und dem „Streben im Vollzug“  (appetitus exercitus). Mit dem appetitus exercitus ist das augenblickliche Streben gemeint, das mit seiner Befriedigung auch wieder verschwindet, während der appetitus naturalis das Bedürfnis in latenter Form bezeichnet, das immer vorhanden ist.

#### Das Wertproblem
Die Auffassung des Guten bzw. Werts als eine eigene „transzendentale“ Eigenschaft alles Seienden wurde in der Philosophiegeschichte nach der neuthomistischen Interpretation durch den Wertrationalismus und Wertirrationalismus bestritten. Im Wertrationalismus (z. B. Baruch Spinoza, G. W. F. Hegel) werden danach das Wahre und das Gute miteinander identifiziert. So will Spinoza die ganze Ethik, einschließlich der menschlichen Affekte, rein rational (more geometrico) ableiten. Im Gegensatz dazu fasst der Wertirrationalismus (z. B. Hermann Lotze, Rickert, Franz Brentano, Alexius Meinong, Max Scheler, Nicolai Hartmann) das Sein als völlig wertfrei auf, während der Wert eine vom Sein verschiedene Qualität sei, der eine eigene, ideale Weise des Bestehens zukomme. Die scholastische Tradition vertritt dagegen eine vermittelnde  Auffassung. Sie hält gegen den Wertrationalismus daran fest, dass die Werthaftigkeit zum Seienden gehört und lehnt gegen den Wertirrationalismus eine Dualität von Sein und Wert ab.

#### Das Problem des Übels
Der Auffassung von der „Gutheit“ und „Werthaftigkeit“ alles Seienden steht das Problem des Übels (malum) entgegen. Es wird zwischen physischem (malum physicum) und moralischem Übel (malum morale) unterschieden. Der Grund des physischen Übels liegt in der realen Beschaffenheit der Dinge und des Naturgeschehens, des moralischen Übels in der freien Entscheidung des Menschen.
Die scholastische Interpretation des Übels richtet sich gegen optimistische, pessimistische und dualistische Auffassungen in der Philosophiegeschichte. Ein Repräsentant eines radikalen Optimismus ist Spinoza, für den es eigentlich kein Übel gibt; alles was wir als Übel betrachten, sei eigentlich nur Täuschung. Arthur Schopenhauer vertritt einen ebenso radikalen Pessimismus; für ihn ist die Welt die schlechteste überhaupt mögliche. Ein dualistischer Ansatz, der sowohl die Realität des Guten wie des Bösen anerkannte, wurde von den Gnostikern, Manichäern und in neuerer Zeit von Jakob Böhme vertreten.
Die scholastische Philosophie sieht dagegen – wie schon Augustinus – sowohl das physische als auch das moralische Übel als ein negatives Element – einen Seinsmangel (privatio) an. Etwas, das aufgrund seines Wesens sein soll, wird negiert. Nach dieser Auffassung kann dem Übel keine eigene, positive Existenz zukommen, da dies eine dualistische Weltsicht zur Folge hätte.

## Einzelpositionen

### Mittelalter

#### Thomas von Aquin
Thomas von Aquin unterscheidet in seiner klassischen Darstellung in De veritate (De Veritate, 1.1 c) folgende Transzendentalien:
- res (das Ding): drückt das Wesen des Seienden aus,

- unum (das Eine): steht für die Ganzheit und innere Einheit des Seienden,

- aliquid (Andersheit): kennzeichnet die Abgegrenztheit von anderem Seiendem,

- verum (das Wahre): bezeichnet die Übereinstimmung des Erkannten mit dem Seienden

- bonum (das Gute): bezeichnet die Übereinstimmung des Willens mit dem Seienden.

- ens (das Seiende) selbst (opusculum de natura generis 2)[14]

Unter den Transzendentalien hat für Thomas der Begriff „Seiendes“ (ens) Priorität. Das Seiende bezieht sich auf das Sein, das Thomas als Aktualität und deshalb als Vollkommenheit versteht. Es ist die Bedingung für die Wirklichkeit jeder weiteren Vollkommenheit. Siehe auch: Akt und Potenz.
Die übrigen Transzendentalien betreffen  entweder jedes Seiende in sich selbst oder in dessen Hinordnung auf ein anderes. Zur ersten Gruppe gehören „Ding“ (res), das die Washeit oder Wesenheit eines Seienden ausdrückt, und „Eines“ (unum), das die Ungeteiltheit bezeichnet. Mit Bezug auf die relationalen Transzendentalien unterscheidet Thomas zwischen der Trennung (divisio) eines Seinenden von einem anderen, was im Wort „aliquid“ ausgedrückt wird, und seiner Übereinstimmung (convenientia).
Die Transzendentalien haben bei Thomas zunächst eine ontologische Bedeutung. Sie bezeichnen das, was jedem Ding gemeinsam ist und heißen deshalb die communissima. Sie sind der Gegenstand der „Ersten Philosophie“, die Thomas  als eine allgemeine Wissenschaft (scientia communis) vom Seienden und seinen allgemeinsten Eigenschaften versteht. Die transzendentalen Termini sind auch dadurch gekennzeichnet, dass sie miteinander vertauschbar (convertibilis) sind:  So findet sich  bei Thomas die These „ens et bonum convertuntur“, „Seiendes und Gutes sind konvertibel“, d. h. was Seiendes ist, ist gut, und was gut ist, ist Seiendes. (Die Vertauschbarkeit gilt nach scholastischer Lehre ebenso für die anderen Transzendentalien. Demgemäß heißt es dann: ens et verum convertuntur und ens et unum convertuntur.)
In der Erkenntnisordnung sind die Transzendentalien bei Thomas das, was in jedem Erkannten implizit miterfasst wird. Sie sind die ersten Konzepte des menschlichen Verstandes, welche die Grundlage aller wissenschaftlichen Erkenntnis bilden.
Darüber hinaus stellen die Transzendentalien zugleich Gottesnamen der Trinität dar (Gott der Vater, Sohn Gottes und Heiliger Geist; ens, verum, bonum). Das Verhältnis zwischen Gott und den anderen Seienden wird bei Thomas im platonischen Sinn als ein Partizipationsverhältnis (Methexis) gedeutet: Gott ist das subsistierende Sein selbst, das Übrige hat am Sein teil. Dieses Teilhabeverhältnis ist der Grund für die analoge Aussagbarkeit der transzendentalen Namen; siehe auch Analogia entis. Ihre Analyse ist deshalb eine wesentliche Bedingung für die philosophische Erkenntnis des Transzendenten.

#### Johannes Duns Scotus
Johannes Duns Scotus weitet die Transzendentalienlehre durch die Unterscheidung von univoken Transzendentalien und disjunktiven Transzendentalien aus. Wie bei Thomas ist das Seiende (ens) Ausgangspunkt seiner Betrachtung. Univok sind solche Begriffe, die mit dem Begriff des Seienden austauschbar sind. Diese sind das Eine (unum), das Gute (bonum) und das Wahre (verum). Die Identität dieser Ausdrücke für das Seiende ist aber nach Scotus unvollkommen; denn sie erfasst nicht die verschiedenen Modi des Seienden, die sich in disjunkter Form darstellen. Solche modalen Formen sind etwa Endlichkeit und Unendlichkeit, Möglichkeit und Notwendigkeit oder Einheit und Vielheit. Nur mit Hilfe der disjunktiven Transzendentalien lässt sich eine Beziehung der univoken Seinsbegriffe zur Wirklichkeit herstellen.

### Gegenwart

#### Analytische Ontologie
Die scholastische Frage nach den Transzendentalien wird von manchen Vertretern der Analytischen Ontologie wieder aufgegriffen.
So versteht Uwe Meixner Transzendentalien zwar noch im klassischen Sinn als „kategorienübergreifende ontologische Begriffe“. Im Unterschied zur klassischen Auffassung müssen diese aber „nicht auf alles überhaupt zutreffen“; es genüge vielmehr, dass sie „in jeder Kategorie, die nicht leer ist, auf eine Entität“ zutreffen. Ihr Zweck sei nicht die Einteilung der Seienden, sondern ihre „allgemeinste Charakterisierung“.
Meixner unterscheidet grundsätzlich zwischen universellen, eigenschaftlichen und relationalen Transzendentalien.
Mit den universellen Transzendentalien sind diejenigen der mittelalterlichen Tradition gemeint. Sie treffen auf alle Entitäten aller Kategorien zu. Unproblematisch sind dabei für Meixner die Begriffe des Seienden selbst und der Einheit. Beide treffen für alle Entitäten aller Kategorien zu. Die grundlegendste Kategorie ist dabei für ihn die Entität bzw. das Seiende, worunter er Sachverhalte, Individuen und Eigenschaften zählt. Die klassischen Transzendentalien Wahrheit und Gutheit klammert Meixner aus seinen Überlegungen aus. Insbesondere die Gutheit ist für ihn problematisch, da für ihn der „mittelalterlichen Seinsoptimismus“ problematisch geworden ist und er eine wertfreie Ontologie entwickeln möchte.
Die beiden übrigen Gruppen, Eigenschafts-Transzendentalien und relationale Transzendentalien, treffen zwar nicht auf jede Entität, aber auf mindestens ein Element jeder nichtleeren Kategorie zu.
Mit Eigenschafts-Transzendentalien werden ontologische Eigenschaften von Entitäten beschrieben. Im Unterschied zu den Kategorien haben sie keine Einteilungsfunktion. Meixner zählt dazu die Begriffe Wirklichkeit (Aktualität) und  Möglichkeit.
Die dritte Gruppe bilden die relationale Transzendentalien. Dazu gehören Teil (Konstituente), Identität, Verschiedenheit und Ähnlichkeit.

### Mittelalterliche Tradition
- Jan A. Aertsen: Medieval Philosophy as Transcendental Thought. From Philip the Chancellor (ca. 1225) to Francisco Suárez. Brill, Leiden 2012.
- Emerich Coreth: Metaphysik: Eine methodisch-systematische Grundlegung. 3. Auflage. Tyrolia, Innsbruck/ Wien/ München 1980, ISBN 3-7022-1406-2.
- Jorge J. E. Gracia: The Transcendentals in the Middle Ages: An Introduction. In: Topoi. 11(2), S. 113–120.
- Johann Baptist Lotz: Die Grundbestimmungen des Seins. Innsbruck 1988, ISBN 3-7022-1669-3.

### Moderne Ansätze
- Christopher J. F. Williams: What is Existence? Clarendon Press, Oxford 1981. (Zur Existenz)
- Wolfgang Künne: Abstrakte Gegenstände. Semantik und Ontologie. Suhrkamp, Frankfurt am Main 1983. (Zur Abstraktheit)
- Harold Noonan (Hrsg.): Identity. Dartmouth Publishing, Aldershot/ Brookfield USA 1993. (Zur Identität)
- Michael J. Loux (Hrsg.): The Possible and the Actual. 4. Auflage. Cornell University Press, Ithaca/London 1994. (Zum Aktualitäts- und Möglichkeitsbegriff)